# Liste der Biografien/Schneider, D
Liste der Biografien |
Portal Biografien |
D Personensuche
# |
A |
B |
C |
D |
E |
F |
G |
H |
I |
J |
K |
L |
M |
N |
O |
P |
Q |
R |
S |
T |
U |
V |
W |
X |
Y |
Z |
?
 
Sa |
Sb |
Sc |
Sd |
Se |
Sf |
Sg |
Sh |
Si |
Sj |
Sk |
Sl |
Sm |
Sn |
So |
Sp |
Sq |
Sr |
Ss |
St |
Su |
Sv |
Sw |
Sy |
Sz
 
Sca–Sce |
Sch |
Sci–Scz
 
Scha |
Schc |
Schd |
Sche |
Schg |
Schi |
Schj |
Schk |
Schl |
Schm |
Schn |
Scho |
Schp |
Schr |
Schs |
Scht |
Schu |
Schv |
Schw |
Schy
 
Schna |
Schne |
Schni |
Schno |
Schnu |
Schny
 
Schneb |
Schnec |
Schned |
Schnee |
Schneg |
Schneh |
Schnei |
Schnek |
Schnel |
Schnep |
Schner |
Schnet |
Schneu |
Schnew |
Schney |
Schnez
 
Schneib |
Schneic |
Schneid |
Schneie |
Schneik |
Schneis |
Schneit
 
Schneida |
Schneide |
Schneidh |
Schneidl |
Schneidm |
Schneidr |
Schneidt
 
Schneidem |
Schneiden |
Schneider |
Schneidew
 
Schneider, A |
Schneider, B |
Schneider, C |
Schneider, D |
Schneider, E |
Schneider, F |
Schneider, G |
Schneider, H |
Schneider, I |
Schneider, J |
Schneider, K |
Schneider, L |
Schneider, M |
Schneider, N |
Schneider, O |
Schneider, P |
Schneider, R |
Schneider, S |
Schneider, T |
Schneider, U |
Schneider, V |
Schneider, W |
Schneider, Y |
Schneiderb |
Schneidere |
Schneiderf |
Schneiderh |
Schneiderl |
Schneiderm |
Schneidero |
Schneiders |
Schneiderw
Die Liste der Biografien führt alle Personen auf, die in der deutschsprachigen Wikipedia einen Artikel haben. Dieses ist eine Teilliste mit 28 Einträgen von Personen, deren Namen mit den Buchstaben „Schneider, D“ beginnt.

## Schneider, D

### Schneider, Da
- Schneider, Dan (* 1966), US-amerikanischer Drehbuchautor, Filmproduzent und FilmschauspielerDan Schneider (* 1966)

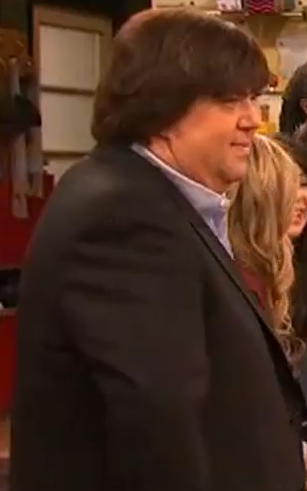
Dan Schneider (* 1966)

- Schneider, Daniel (1825–1910), Schweizer Politiker (Revisionisten)
- Schneider, Daniel (* 1976), deutscher Politiker (SPD), MdB
- Schneider, Daniel (* 1979), deutscher Journalist und evangelischer Theologe
- Schneider, David (1918–1995), US-amerikanischer Anthropologe
- Schneider, David (* 1963), britischer Schauspieler und Komiker
- Schneider, David Hinrich (1755–1826), deutscher Jurist und Entomologe
- Schneider, David Tobias (* 1982), deutscher Schauspieler

### Schneider, De
- Schneider, Dennis (* 1988), deutscher E-Sportler

### Schneider, Di
- Schneider, Diana (* 1982), deutsche Schauspielerin
- Schneider, Diana Maximowna (* 2004), russische Tennisspielerin
- Schneider, Dieter (1931–2008), deutscher Gewerkschaftsfunktionär, Journalist und Historiker
- Schneider, Dieter (1935–2014), deutscher Wirtschaftswissenschaftler
- Schneider, Dieter (1937–2023), deutscher Lied- und Schlagertextdichter
- Schneider, Dieter (1947–2017), deutscher Unternehmer und Sportfunktionär
- Schneider, Dieter (* 1949), deutscher Fußballspieler
- Schneider, Dieter (* 1954), deutscher Polizeibeamter, Präsident des Landeskriminalamtes Baden-Württemberg
- Schneider, Dieter (* 1959), deutscher Fechter und Olympiateilnehmer
- Schneider, Dietmar (1939–2022), deutscher Fotograf und Kunstvermittler
- Schneider, Dietmar (* 1943), deutscher Neurologe und Internist
- Schneider, Dietmar (* 1974), österreichischer Radballspieler
- Schneider, Dietrich (1919–2008), deutscher Zoologe
- Schneider, Dirk (1939–2002), deutscher Politiker (Die Grünen und PDS), MdA, MdB, DDR-Agent
- Schneider, Dirk (* 1968), deutscher Regisseur und Autor

### Schneider, Do
- Schneider, Dominik (* 1966), deutscher Pädiater mit Schwerpunkt Hämatologie und Onkologie
- Schneider, Dominik (* 1985), deutscher Basketballer
- Schneider, Doris (1934–2011), deutsche Politikerin (SPD)
- Schneider, Dorothee (* 1969), deutsche Dressurreiterin